# 레사 (이탈리아)

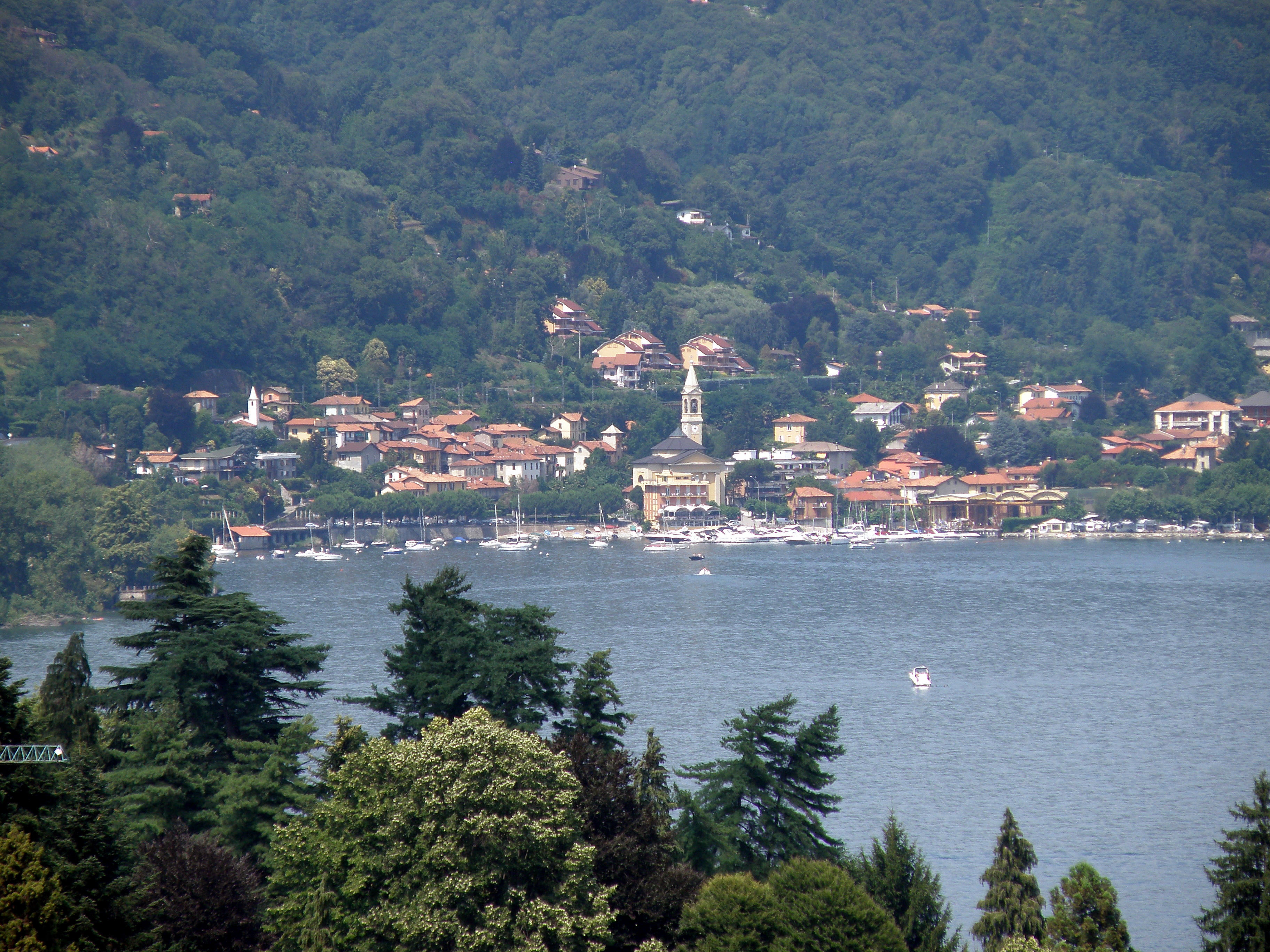

레사(Lesa)는 이탈리아 피에몬테주 노바라도의 코무네이다. 토리노에서 북동쪽으로 약 110킬로미터 지점, 노바라에서 북쪽으로 약 45킬로미터 지점에 위치해 있다.
이 지역의 총 면적은 12.5 제곱 킬로미터, 고도는 198미터, 인구 수는 2004년 12월 기준으로 2,470명이다.
레사의 경계에는 스트레사를 포함한 여러 지방자치체가 있다.